# Marquesado de Belzunce
El Marquesado de Belzunce es un título nobiliario español creado por elevación del vizcondado de la Olmeda en fecha 13 de mayo de 1731 por el rey Felipe V y otorgado en favor de don Francisco Javier de Goyeneche y Balanzá (Madrid, 1690-1748), perteneciente a la antigua e ilustre familia Navarra Goyeneche, financieros de la Corona Española durante el siglo XVIII. 
Continuador de los negocios de su padre Juan de Goyeneche y Gastón, fue también caballero de la Orden de Santiago, consejero de su majestad Felipe V y decano del Real y Supremo consejo de Indias.
Su actual titular es doña María Elena García San Miguel y Hoover.
|                                                                     | Titular | Periodo                                                             |
| Creado por Felipe V, complementa el título de Vizconde de la Olmeda | Creado por Felipe V, complementa el título de Vizconde de la Olmeda                                              | Creado por Felipe V, complementa el título de Vizconde de la Olmeda |
| ------------------------------------------------------------------- | --- | ------------------------------------------------------------------- |
| I                                                                   | Francisco Javier de Goyeneche y Balanzá                                                                          | 1731-1748                                                           |
| II                                                                  | Francisco Miguel de Goyeneche y Balanzá (conde de Saceda)                                                        | 1748-1762                                                           |
| III                                                                 | Juan Javier de Goyeneche e Indaburu (conde de Saceda)                                                            | 1762-1788                                                           |
| IV                                                                  | Luis de Goyeneche y Múzquiz (marqués de Ugena, marqués de Villar del Ladrón, conde de Saceda y conde de Gausa)   | 1788-1845                                                           |
| V                                                                   | José María de Goyeneche y Viana (marqués de Ugena, marqués de Villar del Ladrón, conde de Gausa y conde de Tepa) | 1845-1878                                                           |
| VI                                                                  | Ricardo de Goyeneche y Crespo Samaniego (conde de Tepa)                                                          | 1878-1890?                                                          |
| VII                                                                 | Ignacio Muñoz de Baena y Goyeneche (marqués de Falces y marqués de Prado Alegre)                                 | 1890?-1893                                                          |
| VIII                                                                | María de las Mercedes Muñoz de Baena y Velluti                                                                   | 1893-1954?                                                          |
| IX                                                                  | Julián García San Miguel y Muñoz de Baena                                                                        | 1954?-1994                                                          |
| X                                                                   | Juan Antonio García San Miguel y de Orueta                                                                       | 1994-2020                                                           |
| XI                                                                  | María Elena García San Miguel y Hoover                                                                           | 2020-presente                                                       |

## Genealogía de los Marqueses de Belzunce
Eleva el título y privilegios de Vizconde de la Olmeda (otorgado previamente por el Rey Felipe IV) a la categoría de Marqués.

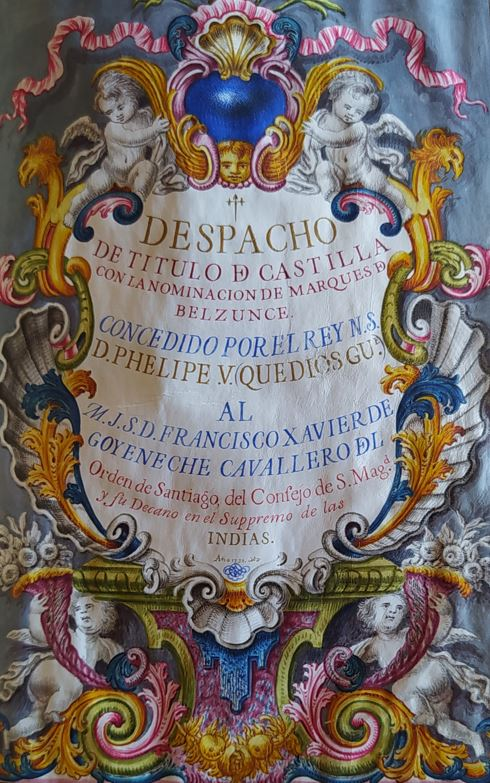
Despacho de título de Francisco Javier Goyeneche y Balanzá, primer Marqués de Belzunce

Se trata de un título estrechamente vinculado a los orígenes del linaje Navarro Goyeneche, cuyas casas solariegas principales radican en las localidades de Irurita y Arizcun, en el Noble Valle y Universidad de Baztán.
Personajes que han ostentado el título:
- Francisco Javier de Goyeneche y Balanzá  (Madrid, 1690-Madrid, 1748), I marqués de Belzunce. Caballero de la Orden de Santiago, consejero de su majestad Felipe V, decano del Real y Supremo consejo de Indias, Prefecto de la Real Congregación de San Fermín de los Navarros y Alcalde Mayor de Salamanca.[3]

1. Hijo de Juan de Goyeneche y Gastón, Administrador del Rey Carlos II, Tesorero del Gasto Secreto, Tesorero de las Reinas Mariana de Neoburgo, María Luisa de Saboya e Isabel de Farnesio y administrador de las tesorerías de las Milicias Reales. Perteneciente a una de las grandes familias financieras de la Corona durante el siglo XVIII. Emprendedor industrial fundador de la villa de Nuevo Baztán y máximo exponente del Colbertismo en España. Cofundador de la Real Congregación de San Fermín de los Navarros.[4]

Sin descendencia. Le sucedió su hermano:
- Francisco Miguel de Goyeneche y Balanzá (Madrid, 1705-Madrid, 1762), II marqués de Belzunce y I Conde de Saceda. Mayordomo y Tesorero de la Reina Isabel de Farnesio, hombre de negocios y Prefecto de la Real Congregación de San Fermín de los Navarros.[5]

1. Casó con Maria Antonia Indaburu e Iturburua. Le sucedió su hijo:

- Juan Javier de Goyeneche e Indaburu (1744-1778), III marqués de Belzunce y II Conde de Saceda (herencia de su primo José Custodio de Barrenechea y Goyeneche), Señor de las villas de Illana, Saceda de Trasierra, Olmeda de la Cebolla, Ugena, Torresponzillo y de los lugares de Belzunce y Nuevo Baztán; Regidor y Alcalde Mayor perpetuo honorario de la ciudad de Guadalajara y Caballero de la Orden de Santiago.[6]

1. Casó con María Xaviera Casimira de Múzquiz, Baztanesa hija de Miguel de Múzquiz y Goyeneche, I conde de Gausa y I marqués de Villar del Ladrón. Ministro secretario de Hacienda y Guerra; cofundador del banco de San Carlos y encargado de «la Entrega» de la infanta María Luisa al archiduque Leopoldo de Austria.[7]

Le sucedió su hijo:

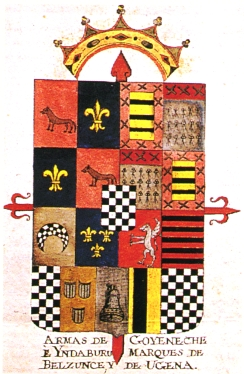
Escudo de armas de Luis de Goyeneche y Múzquiz, Marqués de Belzunce y Marqués de Ugena. En el centro, el histórico escudo ajedrezado.

- Luis de Goyeneche y Múzquiz (1779-1849), V conde de Gausa, IV marqués de Belzunce, V marqués de Ugena, marqués de Villar del Ladrón, IV Conde de Saceda. Caballero de la Orden de Santiago, Gentilhombre de cámara de Su Majestad y tesorero de la Reina madre.[8]

1. Casó en Madrid en 1800 con Guadalupe de Viana Rodríguez de Pedroso (1782-1807), IV marquesa de Prado Alegre y III condesa de Tepa. Le sucedió su hijo:

- José María de Goyeneche y Viana (1806-1878), VI conde de Gausa, V marqués de Belzunce, VI marqués de Ugena, marqués de Villar del Ladrón, IV conde de Tepa, VI conde de Saceda. Hábito de Santiago y maestrante de Sevilla.[9]

1. Casó en primeras nupcias en 1831 con Mercedes Patiño y Ramírez de Arellano (1808-1841).
2. Casó en segundas nupcias en 1844 con María Antonia Crespo-Samaniego.

Tuvo un hijo de su segundo matrimonio llamado Ricardo que le sucedió en algunos de sus títulos:
- Ricardo de Goyeneche y Crespo Samaniego, VI marqués de Belzunce y V conde de Tepa.

Murió sin descendencia. Le sucedió su tío:
- Ignacio Muñoz de Baena y Goyeneche (1821-1893), VII marqués de Belzunce, VI marqués de Prado Alegre, IX marqués de Ugena, VII conde de Gausa. Gentilhombre de Cámara de Su Majestad, Caballero Maestrante de Granada, Caballero de la Orden de Santiago e hijo de Joaquín Muñoz de Baena Carrillo de Albornoz y María Teresa de Goyeneche Viana, V marquesa de Prado Alegre.

1. Casó con María Teresa Velluti Tavira (1830-1898), hija de María de la Cabeza Tavira y Montalvo, XII marquesa de Falces, V marquesa de Torreblanca y XIV condesa de Santiesteban de Lerín, propietarios del Castillo palacio de Marcilla (Navarra), donde tenían su residencia y custodiaban la Tizona de Rodrigo Díaz de Vivar "Cid Campeador" e hija de Pedro María Velluti López de Ayala, Corregidor, senador y presidente de la Real Academia de Bellas Artes de San Fernando.

Le sucedió su hija:
- María de las Mercedes Muñoz de Baena y Velluti (1880-1950), VIII marquesa de Belzunce. Hija de

1. Casó con José García San Miguel y Tamargo (-1924), hijo de Julián García San Miguel y Zaldua,[10] II marqués de Teverga y Ministro de Gracia y Justicia durante la regencia de María Cristina de Habsburgo-Lorena. Nieto de José García San Miguel y López, máximo industrial naviero Asturiano del siglo XIX y primer marqués de Teverga.

Le sucedió su hijo:
- Julián García San Miguel y Muñoz de Baena (1904-1994), IX marqués de Belzunce.

1. Casó en Madrid con Lucia de Orueta y Castañeda (1904-2000). Hija de Domingo de Orueta y Duarte,[11] empresario, científico y pionero de la geología moderna en España. Nieta de Domingo de Orueta y Aguirre, también empresario y geólogo.[12]

Le sucedió su hijo:
- Juan Antonio García San Miguel y Orueta (1929-2020), X marqués de Belzunce.[13]

1. Casó en Madrid el año 1958 con Joan A. Hoover, de nacionalidad Norteamericana.

## Contribución cultural
Impulsores del desarrollo cultural arquitectónico mediante el encargo de edificaciones a los más destacados arquitectos del momento.
- Palacio de Goyeneche (Madrid), gran palacio urbano español situado en la calle de Alcalá número 13, en la ciudad de Madrid. Proyectado por José Benito de Churriguera en 1720 y completado en 1725 por su hermano Alberto de Churriguera, como residencia del industrial y financiero Juan de Goyeneche. Tras la muerte de Juan de Goyeneche en 1735 heredó la propiedad su hijo, Francisco Miguel de Goyeneche, marqués de Belzunce, que lo destinó a estanco de tabaco y Real Gabinete de Historia Natural.  Desde 1773, es la sede de la Real Academia de Bellas Artes de San Fernando.[14]

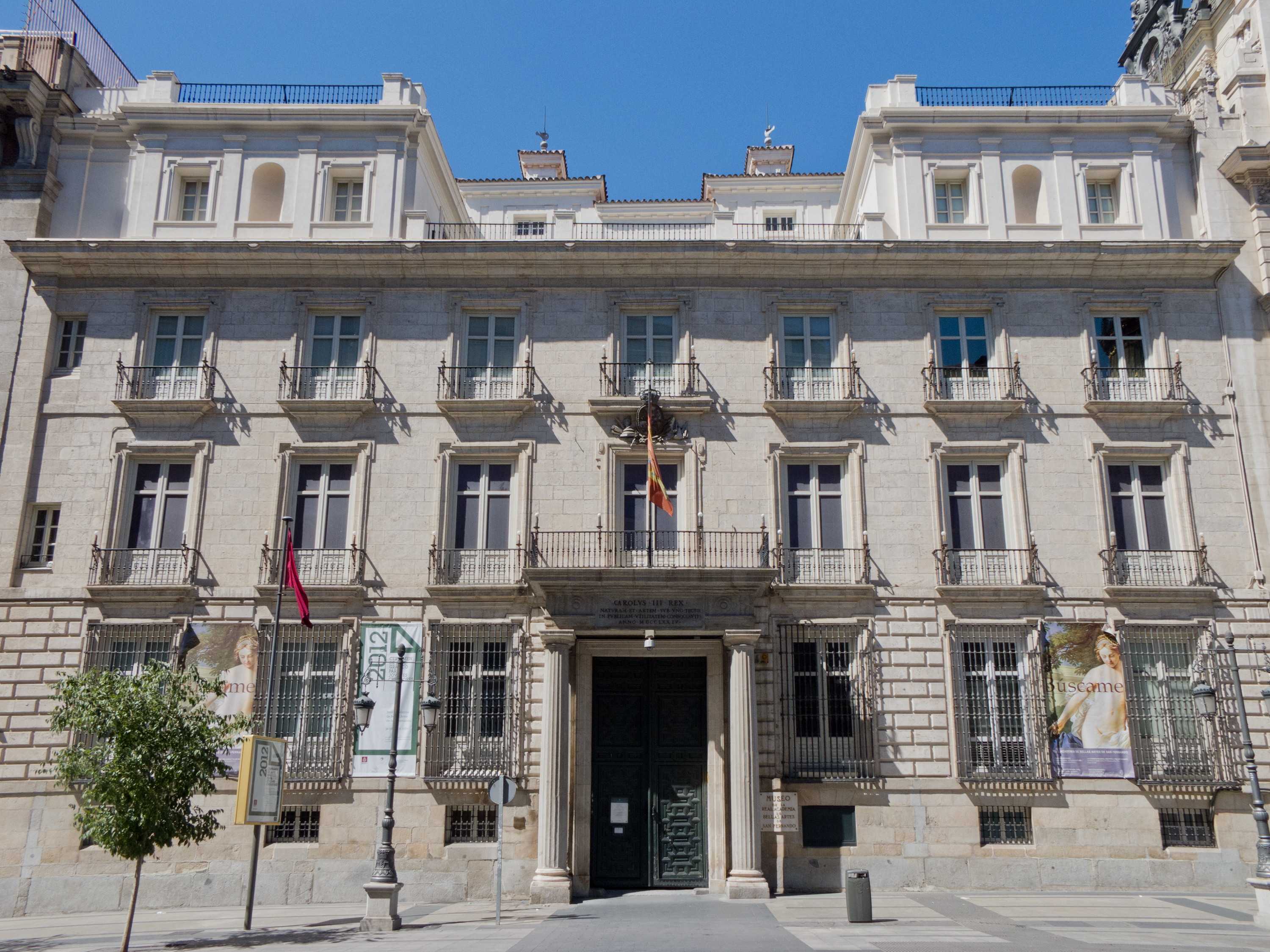
Palacio de Madrid. Situado en la calle Alcalá 13, en el centro histórico de la Ciudad de Madrid

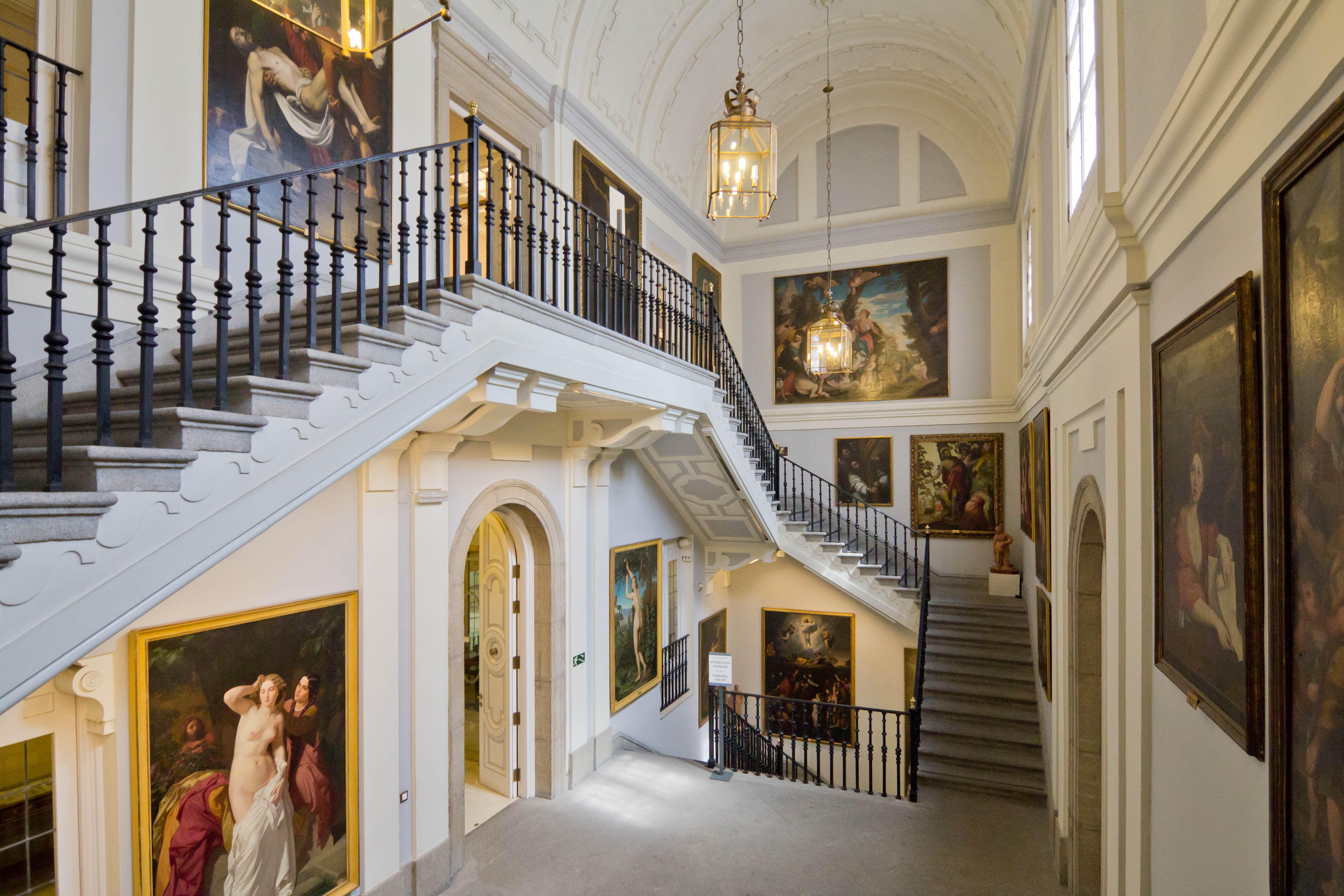
Palacio de Madrid. La planta se estructura de forma casi simétrica en torno al eje que forman las escaleras y dos patios centrales

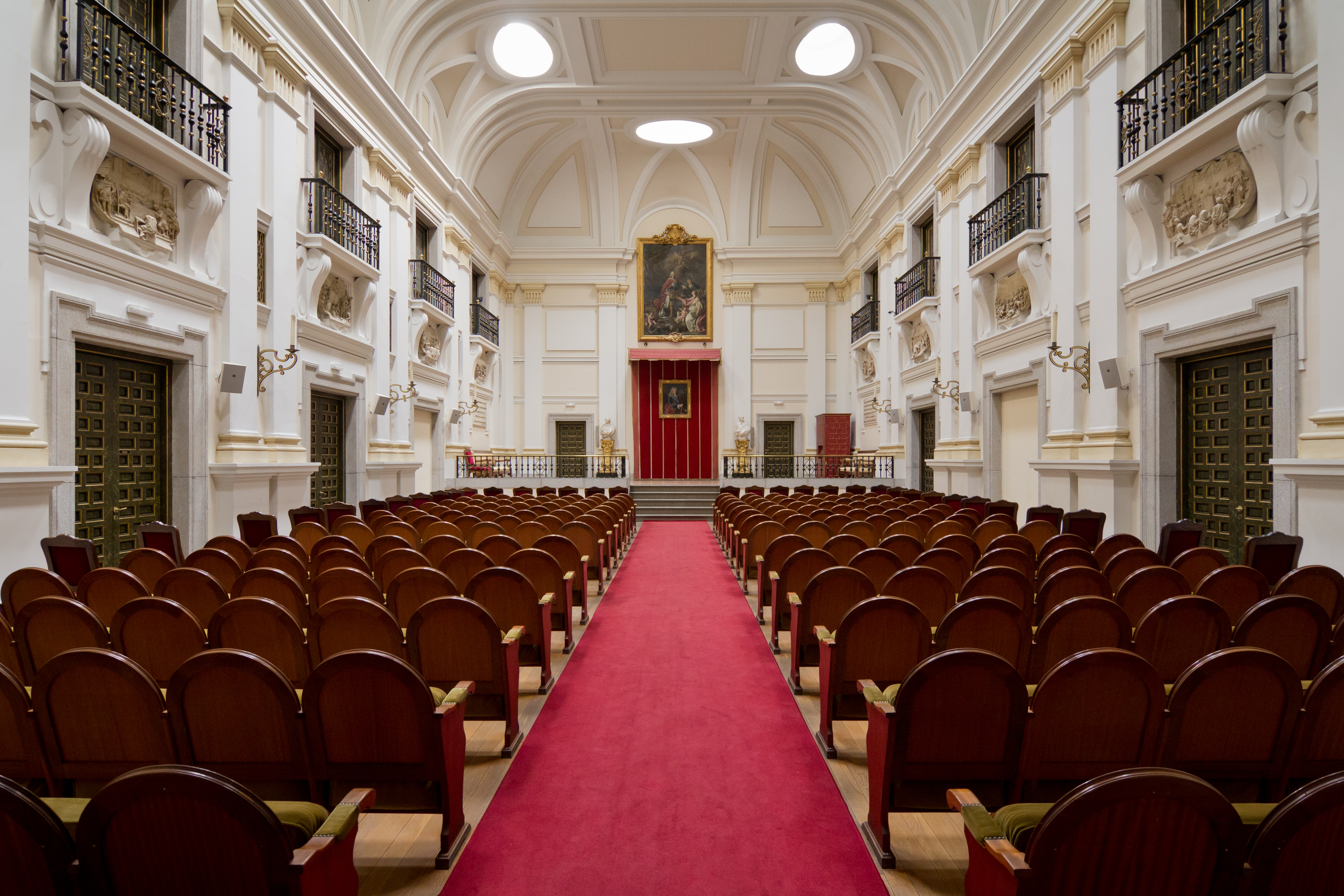
Palacio de Madrid. Salón de actos de la Academia, construido durante la reforma en el espacio ocupado por el antiguo patio.

- Palacio de Goyeneche (Nuevo Baztán) es un edificio de principios del siglo XVIII, situado en la localidad española de Nuevo Baztán, en la zona sureste de la Comunidad de Madrid. Fue levantado entre 1709 y 1713 en estilo barroco a partir de un diseño del arquitecto José Benito de Churriguera. Era el núcleo central de un complejo industrial, ideado, promovido y desarrollado por el editor, periodista y político Juan de Goyeneche, que posteriormente dio origen al actual municipio de Nuevo Baztán.[15]

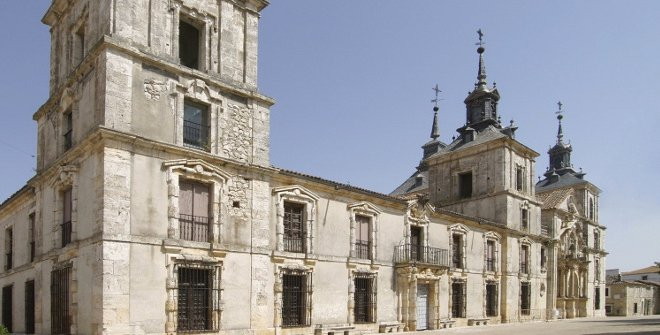
Palacio de Nuevo Baztán. Conjunto palaciego del complejo industrial desarrollado por Juan de Goyeneche y que dio origen a la población que porta su nombre.

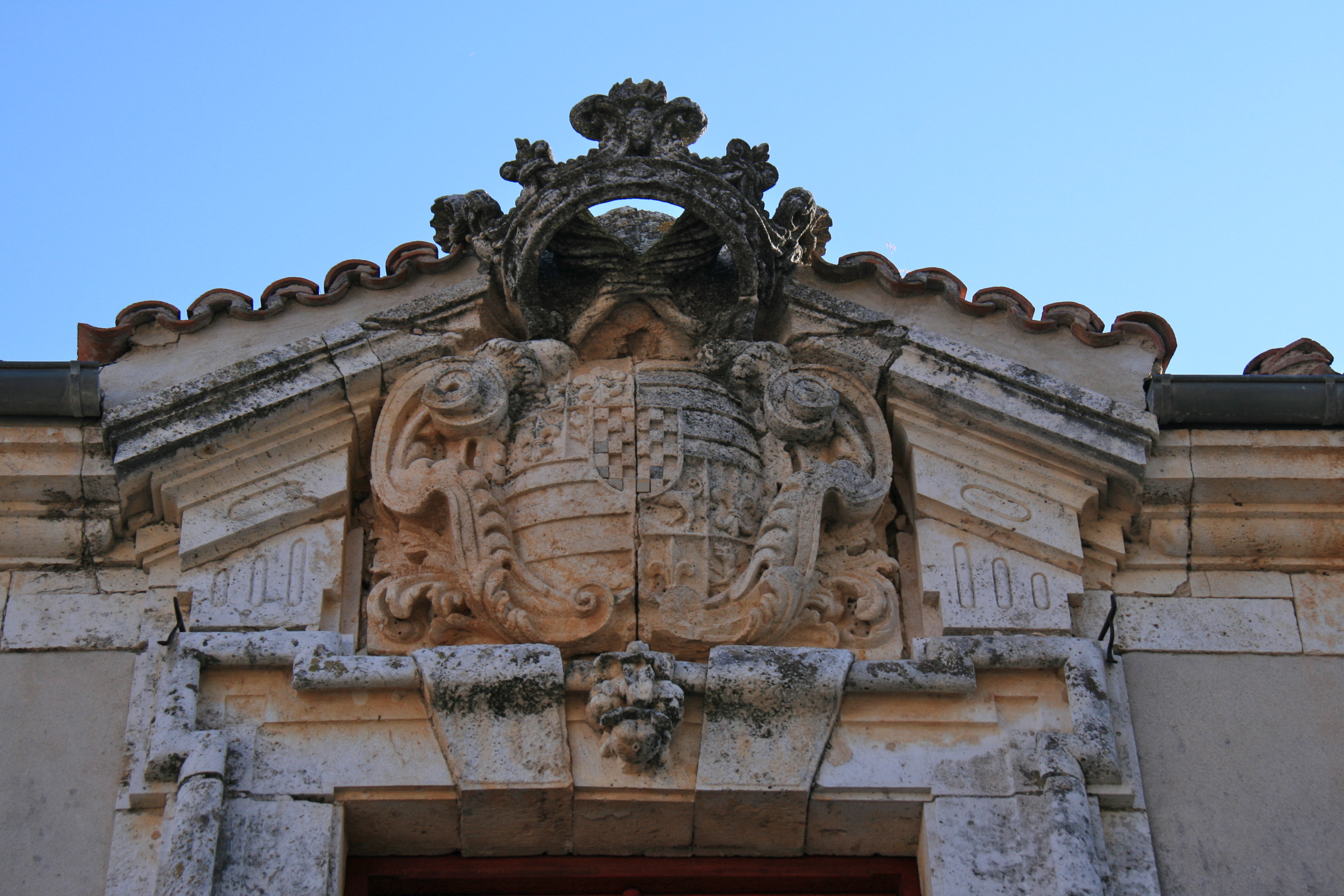
Palacio de Nuevo Baztán. Escudo familiar coronando la entrada al palacio de Nuevo Baztán.

- Existen otros varios Palacios repartidos por el resto de la geografía Española y construidos por dicha familia, que no forman parte de la descendencia directa de este Marquesado.

Consultar el inventario restante de palacios en el enlace:  Palacios de Goyeneche.

## Armas
Según información que en 1728 levantó Francisco Miguel de Goyeneche para ingresar a la Orden de Santiago, los cuatro cuarteles consistentes en dos flores de lis y dos lobos, que se encuentran esculpidos en el Palacio Goyeneche (Cabo de Armería) del lugar de Arizcun correspondían a las armas originales utilizadas por los Goyeneche con anterioridad a la concesión del escudo ajedrezado por Sancho VII de Navarra, según la mayoría de fuentes, tras la Batalla de Las Navas de Tolosa.